# Caernarfoni vár
A 13. században épített caernarfoni vár egyike a legimpozánsabb középkori építményeknek az Egyesült Királyság területén. I. Eduárd angol király építtette a Seiont folyó torkolatánál, ahonnan ellenőrizhette a fennhatósága alá került Észak-Walest, valamint a Menai-szorost és Anglesey szigetét. A várat James of Saint George, a király hadmérnöke tervezte a konstantinápolyi várfalak mintájára, melyeknek Eduárd keresztes lovagként nagy csodálója volt. 1911-ben a várban iktatták be walesi hercegnek VIII. Eduárd brit királyt. Ezt a hagyományt folytatva, itt iktatták be 1969-ben III. Károlyt, a korábbi walesi herceget is. 1986 óta a vár három másik várral együtt (Conwy, Beaumaris és Harlech) a világörökség része I. Eduárd király várai és városfalai Gwynedd grófságban gyűjtőnéven.

## Fekvése
A vár, valamint Caernarfon falakkal körülvett óvárosa a Seiont és Cadnant folyók torkolata közötti félszigeten terül el a Menai-szoros délnyugati végében, mely Walest választja el Anglesey szigetétől. A tulajdonképpeni vár Caernarfon óvárosának déli részét foglalja el, közvetlenül a város kikötője mellett.

## Története

### Wales meghódítása előtt
Caernarfon városa és vára az ókori római erőd, y gaer yn Arfon (jelentése: a Mônnal átellenben levő föld, „Mona” Anglesey szigetének ősi neve) – helyén épült. A római település másik neve Caer Segeint volt, latinos formában Segontium, melynek jelentése: a Seiont partján. A Római Birodalom bukását követően egészen a normann hódítások idejéig Segontium történetéről nincsenek adatok. Hódító Vilmos trónra kerülésével Angliában, valamint Észak-Wales 1078-as meghódításával a vidék Robert of Rhuddlan (a király egyik kapitánya) fennhatósága alá került, aki 1093-ra három várat létesített: egyet Aberlleiniog, egyet Meirionnydd és egyet Caernarfon területén. Ennek a 11. századi várnak motte jellege volt, és fából készült paliszád vette körül. A mesterséges földhalom, melyre a vár lakótornya épült, a későbbiekben az Eduárd által építtetett vár része lett. A 11. századi vár pontos méretei és helyzete nem ismertek, valószínűleg észak-dél tájolású építmény lehetett és magába foglalta a ma az óváros területéhez tartozó Castle Square-t is. A vár 1115-ben visszakerült a walesi hercegek kezébe, akiknek 1283-ig sikerült megtartaniuk. Az ebből az időből származó dokumentumok tanúsága szerint a walesi hercegek gyakran tartózkodtak a várban, ami azt is jelentheti, hogy a várat ez időben kőből építették át.

### A vár építésének első szakasza: 1283–1292
Caernarfon történetének fordulópontja az 1283-as év, amikor I. Eduárd angol király csapatai elfoglalták Észak-Walest. A walesiek és angolok közötti második háború 1282-ben indult. Az angolok sorozatos győzelmeket arattak, még az évben Llywelyn walesi herceg is elesett Builth mellett, majd 1283 januárjában a walesiek egyik fő erődje, a Dolwyddelan vár is angol kézre került. Ezáltal megnyílt az angol csapatok útja Conwy, Caernarfon valamint a Ffestiniog-völgy felé. A király 1282 márciusában érkezett meg Conwyba, ahol azonnal parancsot adott egy új vár megépítésére, májusban pedig már kiadta a parancsot a caernarfoni és harlechi várak építésére is.
Caernarfont 1283-ban a király kinevezte három új grófságának (Caernarvon, Anglesey és Merioneth) adminisztratív központjává; ide helyezte a kincstárat és a királyi bíróságot, emiatt fontos volt számára az emberei biztonságának garantálása. Másrészt úgy gondolta, hogy a várak felépítésével elrettenti a folyamatosan az angol uralom ellen lázadó walesi lakosságot.
A király a vár megtervezésével és megépítésével James of Saint George hadmérnököt bízta meg, aki korábban Savoyai Fülöp herceg építésze volt, és akinek nevéhez több vár megépítése is kapcsolódik a Rhône vidékén. Maga a király is aktívan részt vett a tervezésben: a vár falait a konstantinápolyi várfalak mintájára építtette meg, melyeket a kilencedik keresztes hadjárat során megtett szentföldi útja során látott.
A vár megépítésénél mintegy 150 asztalos, 100 földmunkás, 50 kőműves, valamint több mint 1600 favágó segédkezett. A munkaerőt Anglia minden vidékéről toborozták, a legtöbbet Yorkshire, Lincolnshire és Chestershire vidékéről.
A vár építésének első írásos emléke 1283. június 24-ei keltezésű: ekkor már megépült a várat körülvevő vizesárok, mely a várost választotta el a tulajdonképpeni vártól. A következő lépés a bretagium megépítése volt, ez egy fából készült barikád, mely az építési területet védte. Az építkezéshez szükséges faanyagot Conwy, Rhuddlan és Liverpool környékéről hozták, de felhasználták az építkezésnél az angolok által a Menai-szoros felett épített fa pontonhíd anyagát is. Következő lépésként kiásták a vár alapjait, ami hatalmas munkaerőt igényelt, hiszen a falak néhol akár a 6 méteres szélességet is elérik. A vár területén lévő házakat elbontották. Az 1290-ben idelátogató Eduárd számára fából építettek ideiglenes lakosztályokat. Az első bástya, a Sas-bástya 1284-ben épült meg, és a hagyományok szerint itt született meg 1284. április 25-én II. Eduárd angol király.
A falak építéséhez szükséges mészkövet Anglesey szigetéről szállították Caernarfonba. A király, mivel stratégiai fontosságúnak tartotta a walesi várak megépítését a folyamatosan lázadó helybéliek megfélemlítése céljából, minden pénzügyi támogatást megadott, így a vár falai 1285 derekán már álltak. Az 1286-os és 1287-es években már a vár belső berendezésére összpontosítottak. A vár, valamint az óvárost körülvevő falak 1292-re teljesen elkészültek.

### A vár építésének második szakasza: 1294–1330
1294-ben a walesiek Madog ap Llywelyn vezetése alatt fellázadtak az angol uralom ellen és néhány gyors ütközet után sikerült visszafoglalniuk Észak-Wales nagy részét, többek között Caernarfon vidékét is. A walesi lázadók elfoglalták Caernarfon városát is, de a várba nem sikerült betörniük. A következő év tavaszán az angolok azonban könnyedén visszafoglalták az elveszített területeiket, Caernarfon városában pedig helyreállították a rendet és két hónap alatt visszaépítették a walesiek által lerombolt városfalakat.
1295 és 1301 között megerősítették a vár városra néző oldalát is, melyet korábban elhanyagoltak, hiszen bíztak a várost védő falak visszatartó erejében, azonban erre a walesi lázadók rácáfoltak. 1301–1302-ben felépítették a felvonóhidat, majd szüneteltek az építkezések, hiszen az angolok ekkor már az angol-skót határ védelmére épülő várakhoz szervezték át a munkaerőt.
1309 és 1330 között csak apró módosításokat végeztek a váron. 1316-ban a vár udvarán építették fel a Conwyból áthozott fából készült Llywelyn csarnokot (koronázó csarnok), 1317-ben felépült a Sas-bástya és a Királynő-bástyája közötti kerítésfal, valamint néhány torony új, fából készült tetőszerkezetet kapott, és megerősítették a vár bejáratát őrző Nyugati-tornyot.
A vár építésének költsége 1283–1330 között – a caernarfoni városfalak építésével és az 1294-es lázadásokat követő újjáépítéssel együtt – 20-25 000 font körül alakult.

### A vár, mint az angolok kizárólagos birtoka

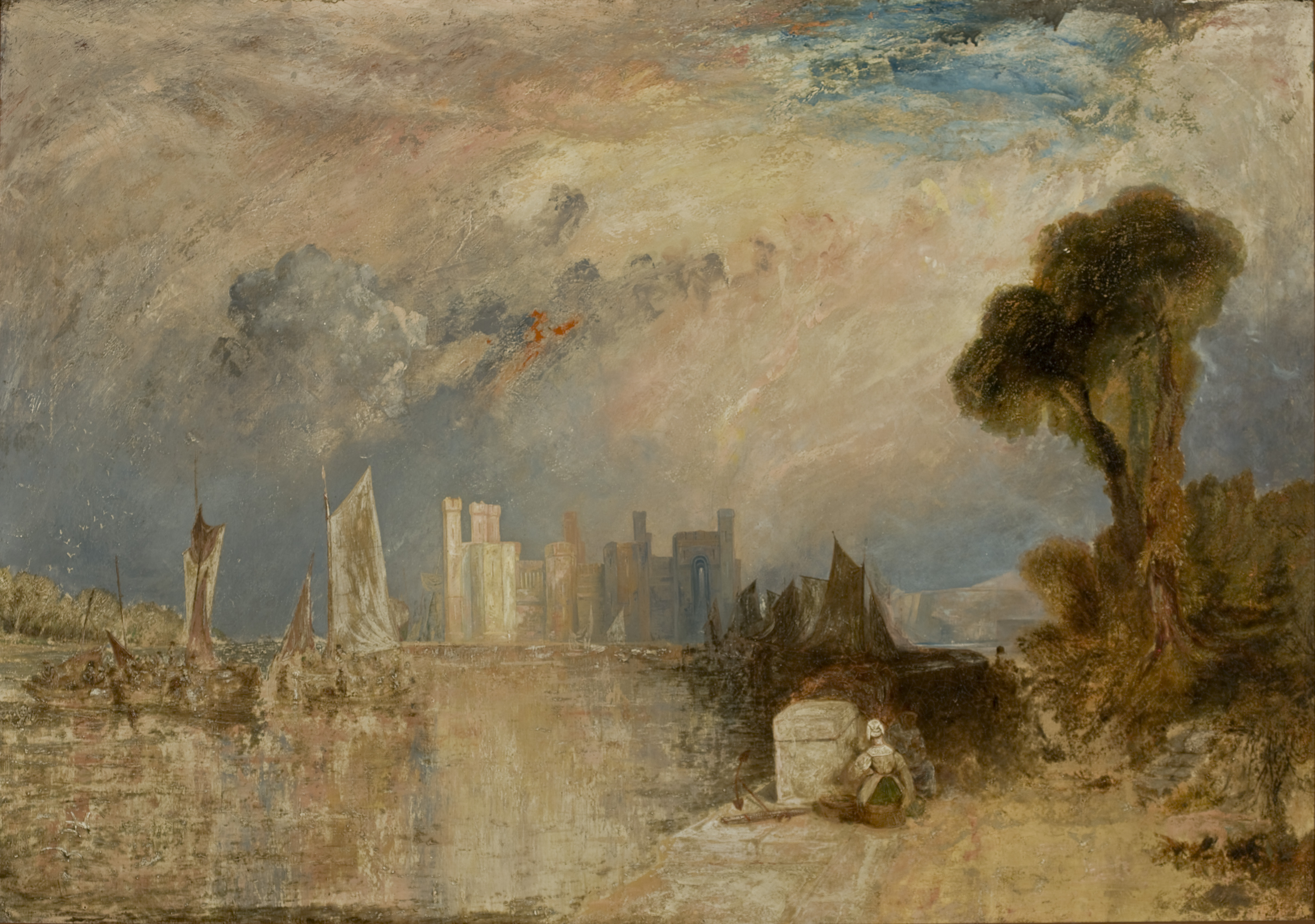
J.M.W. Turner ábrázolása Caernarfon váráról (1833)

Wales meghódítása után (1284) még közel kétszáz évig a caernarfoni vár kizárólag az angol lakosság érdekeit szolgálta. Miután 1485-ben a walesi ősökkel is büszkélkedő VII. Henrik került az angol trónra, a várat megnyitották a walesi nyelvű lakosság előtt is. Ebben az időszakban Észak-Wales legjelentősebb vára volt, és mivel itt rendezte be hivatalait a kormányzat, Észak-Wales tulajdonképpeni fővárosának számított. 1403–1404 között a vár sikeresen ellenállt az Owain Glyn Dwr vezette lázadásnak, melyet francia csapatok is támogattak. VII. Henrik trónra kerülésével azonban részben feloldódtak az angolok és walesiek közötti évszázados viszályok, ezért a caernarfoni vár jelentősége a 15. század végére jelentősen lecsökkent, az 1538-as feljegyzések szerint az elhanyagoltság miatt romos állapotba került.

### A vár további története

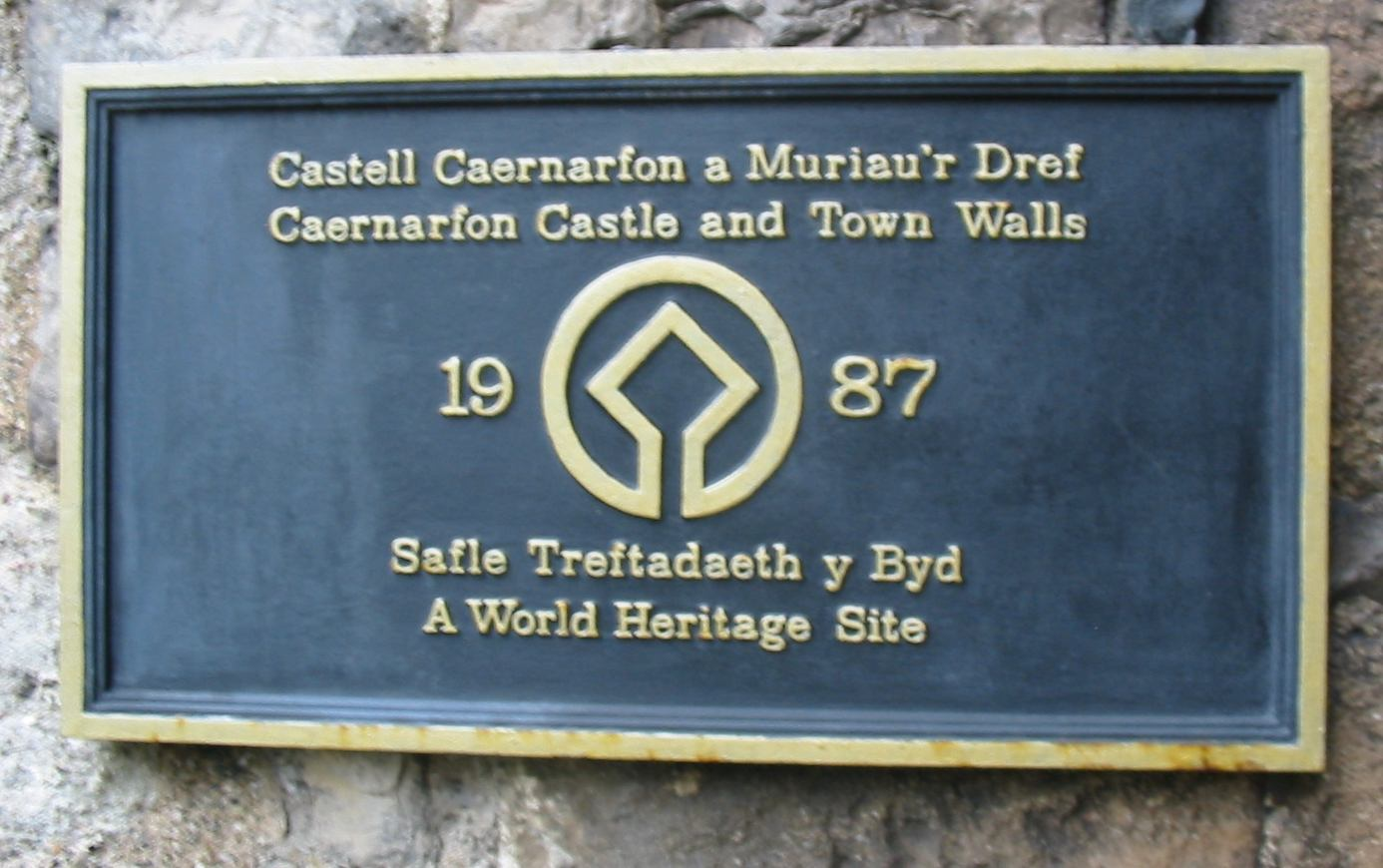
A világörökség által elhelyezett plakett

Egy 1620-as állapotfelmérés szerint a várnak mindössze egy bástyáját (Király-kapu) borította tető, a többinek a faszerkezete elkorhadt és beszakadt, a vár udvarán lévő, szintén fából készült épületeket felszámolták, a földszinti helységeket pedig városi börtönnek használták. Mindezt tetőzte, hogy rengeteg faanyagot és fémet (elsősorban ólmot) loptak el a városlakók.
Az angol polgárháború idején (1642–1651) királypárti csapatok találtak menedéket falai között, rövid ostrom után azonban a köztársaságpártiak kiűzték őket. Az ostromban a vár állapota tovább romlott. A polgárháború befejeződése után felvetődött lebontásának ötlete is, a helyi lakosság ellenállásának köszönhetően azonban a terv sohasem valósult meg, és a vár a következő évszázadok során a város első számú nevezetessége lett. A középkori hangulatot árasztó rideg építmény hamar az angol romantika egyik kedvelt motívuma lett, számos festményen és irodalmi műben örökítették meg.
Caernarfon gazdasági fellendülését a 19. század elején beindult palabányászatnak köszönhette, ami felvirágoztatta a város kikötőjének kereskedelmi életét is. A fellendülés másik elősegítője a vasút volt, mely a század közepére elérte a várost. Ekkor érkezett el a lehetőség a romokban heverő vár felújítására is. A 30 évig tartó munkálatokat Sir Llewellyn Turner vezette, aki a vár egyes elemeit saját elképzelése szerint alakította át.
1908-ban a vár átkerült a Koronától az Erdészeti Minisztérium, majd a Középítkezési Minisztérium felügyelete alá, és azóta mint kiemelkedő középkori építmény, műemlékvédelem alatt áll. Jelenleg a Cadw, – a walesi kormányzat műemlékvédelmi szervezete – kezeli.   1911-ben egy második nagyobb felújításon esett át, mert ekkor iktatták be walesi hercegnek VIII. Eduárd brit királyt. A hagyományt azóta is őrzik: 1969-ben itt iktatták be Károly walesi herceget is.
1986 óta a vár három másik várral együtt (Conwy, Beaumaris és Harlech) a világörökség része I. Eduárd király várai és városfalai Gwynedd grófságban gyűjtőnéven.

## A vár felépítése
A vár alaprajza a nyolcas számjegyhez hasonlítható, két részre osztott: felső udvarra (nyugati oldalon), illetve alsó udvarra (keleti oldalon). A két udvart összekötő épületek azonban az évszázadok során elpusztultak. Az udvarokon napjainkban csak az egykori épületek alapjai láthatók, mivel az elsősorban fából készült helyiségeket vagy elbontották, vagy pedig az elhanyagoltság miatt romba dőltek, és nem építették őket újjá.
A Király kapuja külön várnak tekinthető a váron belül. Mivel ez volt a legfontosabb bejárata a várnak, különösen jól védhető volt. A kétemeletes kaput két oldalról lőrésekkel tarkított bástyák szegélyezik. A biztonságról öt, fából készült vasalt kapu is gondoskodott. A kapu feletti első emeleten kis kápolna volt, valamint latrinák az őrség számára. A második emeletet hatalmas csarnok foglalta el, melynek csak az északi, városra néző oldala épült meg. A kaput felvonóhídon lehetett megközelíteni a város irányából.
A Kút-bástya a főkaputól nyugatra található, nevét az alagsorában levő kútról kapta, mely a vár egyik fő ivóvízforrása volt. Az eredetileg négyemeletes bástya belseje ma üres, mert a mennyezeteket tartó faszerkezetek beomoltak. Ezeket a helyiségeket, melyekhez latrinák is tartoztak, a királyi őrség használta. Az alagsorban levő 15 m mély kútból a vizet ólomcsöveken keresztül a közeli konyhákba vezették. A vastag kőfalakban körkörösen szűk gyilokjárók futnak, melyeken keresztül az őrség elérhette a lőréseket, valamint feljuthatott a bástya tetejére. A főkapuval kerítésfal kötötte össze.
A középkori konyháknak ma csak az alapjai láthatók a felső udvarban, a főkapu és a Kút-bástya között. Látható a két egykori tűzhely, valamint ezek közös kéménye is, illetve a várfalba mélyített raktárhelyiségek is.
A Sas-bástya a vár elsőnek megépült és egyben legnagyobb bástyája. A kétemeletes, 10,5 méter átmérőjű bástya a vár legnyugatibb pontja, innen figyelték a Menai-szorosban zajló tevékenységeket. Az első és második emeleten, (ahol napjainkban színház működik), a fő lakosztályokat rendezték be, valamint egy kis kápolnát a várkapitány számára. Valószínűleg e lakosztályokban született II. Eduárd angol király is. A bástya nevét az oromzatát díszítő sas-szobrokról kapta. A bástya tetején három fiatorony található, ezekkel együtt teljes magassága 36 méter.
A Királynő bástyáját, amely a kikötőre (Seiont folyó torkolata) néz, kétszintes kerítésfal köti össze a Sas-bástyával. A toronyban alakították ki Kasztíliai Eleonóra, I. Eduárd angol király feleségének lakosztályait, amikor a királyi pár ellátogatott Caernarfonba (innen származik a bástya elnevezése is). A bástya tetején 34 méter magas, hatszögű fiatorony áll.
A Kincstárnok bástyája szintén a kikötőre néz. A 6,7 m átmérőjű toronyban volt a királyi kincstár, innen származik neve is. Kétszintes kerítésfal köti össze a Királynő bástyájával és a Fekete-bástyával. A főkapuval szemben áll; a két bástyát összekötő belső falat, mely korábban az alsó és felső udvarokat választotta el, az idők során elbontották. Napjainkban a Walesi Királyi Lövész Hadosztály múzeumának ad otthont.
A Nagy-csarnok, melynek napjainkban csak az alapjai láthatók, a Királynő- és a Kincstárnok bástyája között helyezkedett el. A 30,5 méter hosszú csarnok valószínűleg fából épült. Napjainkban az alapokon kívül még a csarnok egykori padlójának néhány részlete látható.
A Fekete-bástya kizárólag a kerítésfalakon keresztül érhető el, a belső udvarról nem. A kétemeletes bástya tetején egy fiatorony található. Szorosan mellette áll a Ciszterna-bástya, melybe az esővizet gyűjtötték össze. A második emelet magasságában egy túlfolyó is látható, melyen keresztül a felesleges víz a Seiont folyóba ömlött.
A vár második kapuja az úgynevezett Királynő kapuja a délkeleti oldalon. Ez sokkal robusztusabb és masszívabb, mint a főkapu, mivel a vár sebezhetőbb részén épült, a kikötőre néző oldalon. A szintén két bástya által körbevett kaput kizárólag egy rámpán, valamint egy felvonóhídon keresztül lehetett megközelíteni, melyeket az idők során elbontottak. A kétemeletes kapu város felé néző homlokzatán erkély található, melyet ceremoniális célokra használnak a várban rendezett különféle ünnepségek idején (pl. szónoklatok.)
A kaputól kerítésfal vezet a szintén kétemeletes Északkeleti bástyához. Érdekessége, hogy a tetején álló fiatorony oromzata alatt szokatlan módon lőrések találhatók. A kaput és a bástyát összekötő kerítésfal mentén egy utólag hozzáépített őrtorony áll, melyet a vár keleti oldala védelmének megerősítése céljából húztak fel.
A Magtár-bástya a főkapu keleti oldalán áll szimmetrikusan a Kút-bástyával, melynek belső szerkezetét is nagymértékben utánozza. Érdekessége a két emeleten található kettős lőréssor, melyek a vár pusztító tűzerejének kiváló bizonyítékai.

## Múzeumok
A vár néhány kiállításnak is otthont ad:
- Walesi Királyi Lövész Hadosztály történetét és hagyományait bemutató kiállítás;
- egy vártörténeti kiállítás;
- a walesi hercegek történetét bemutató kiállítás.

## Kapcsolódó lapok
- I. Eduárd király várai és városfalai Gwynedd grófságban
- Beaumarisi vár
- Conwyi vár
- Harlechi vár